# Gøtu kommuna

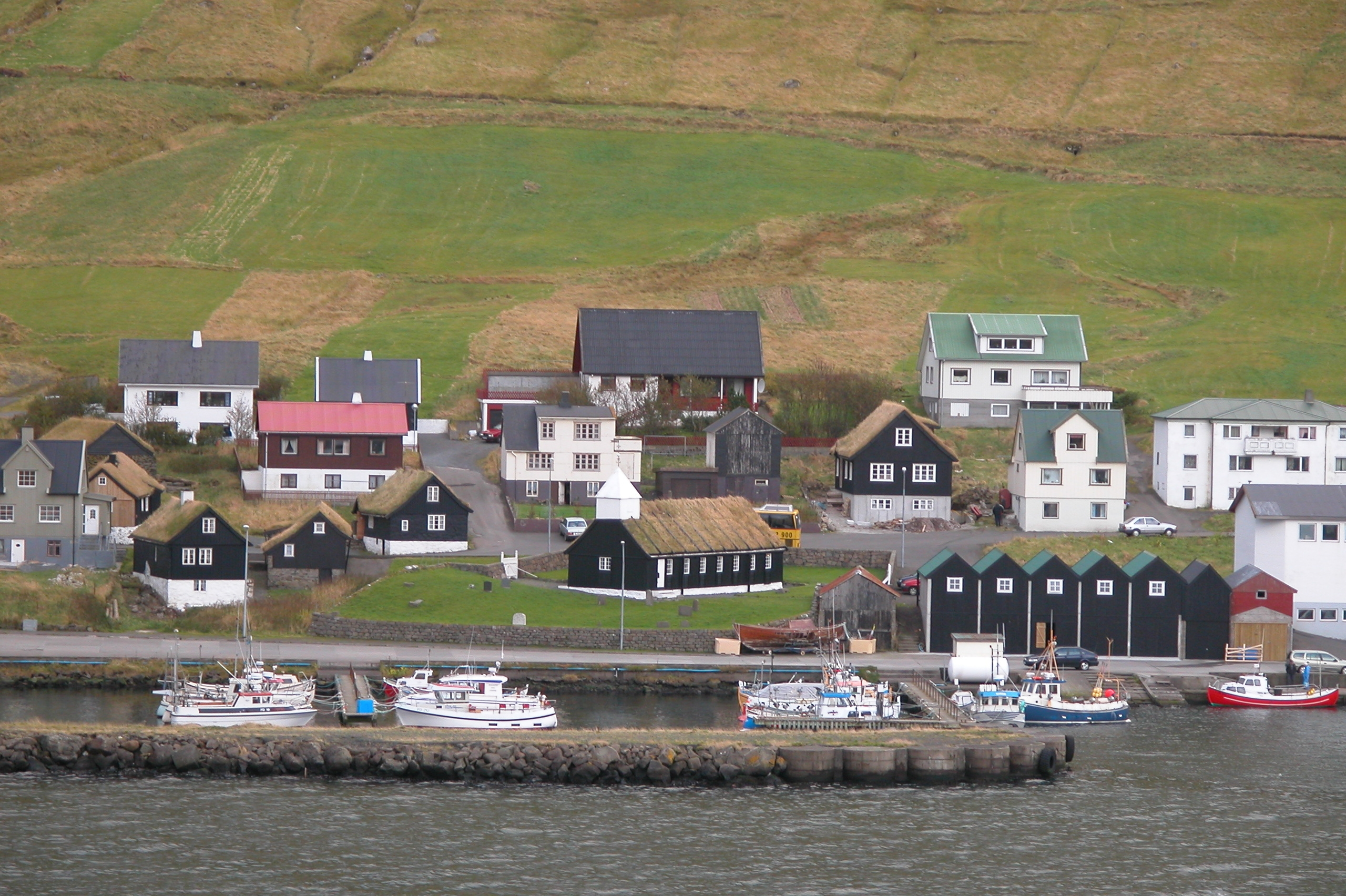
Część miasteczka Gøta z widoczną, starą zabudową

Gøtu kommuna – gmina na Wyspach Owczych. Położona jest w środkowo-wschodniej części Eysturoy. Jej populacja stanowi około 0,2%, tak samo jak powierzchnia. Gmina nie zmieniła swego obszaru po zmianie administracyjnej, jaka zaszła w 2004 roku, polegająca na redukcji kommun z 48 do 34. Ludność stolicy obszaru, Gøty stanowi około połowę populacji.

## Miasta wchodzące w skład Gøtu kommuna

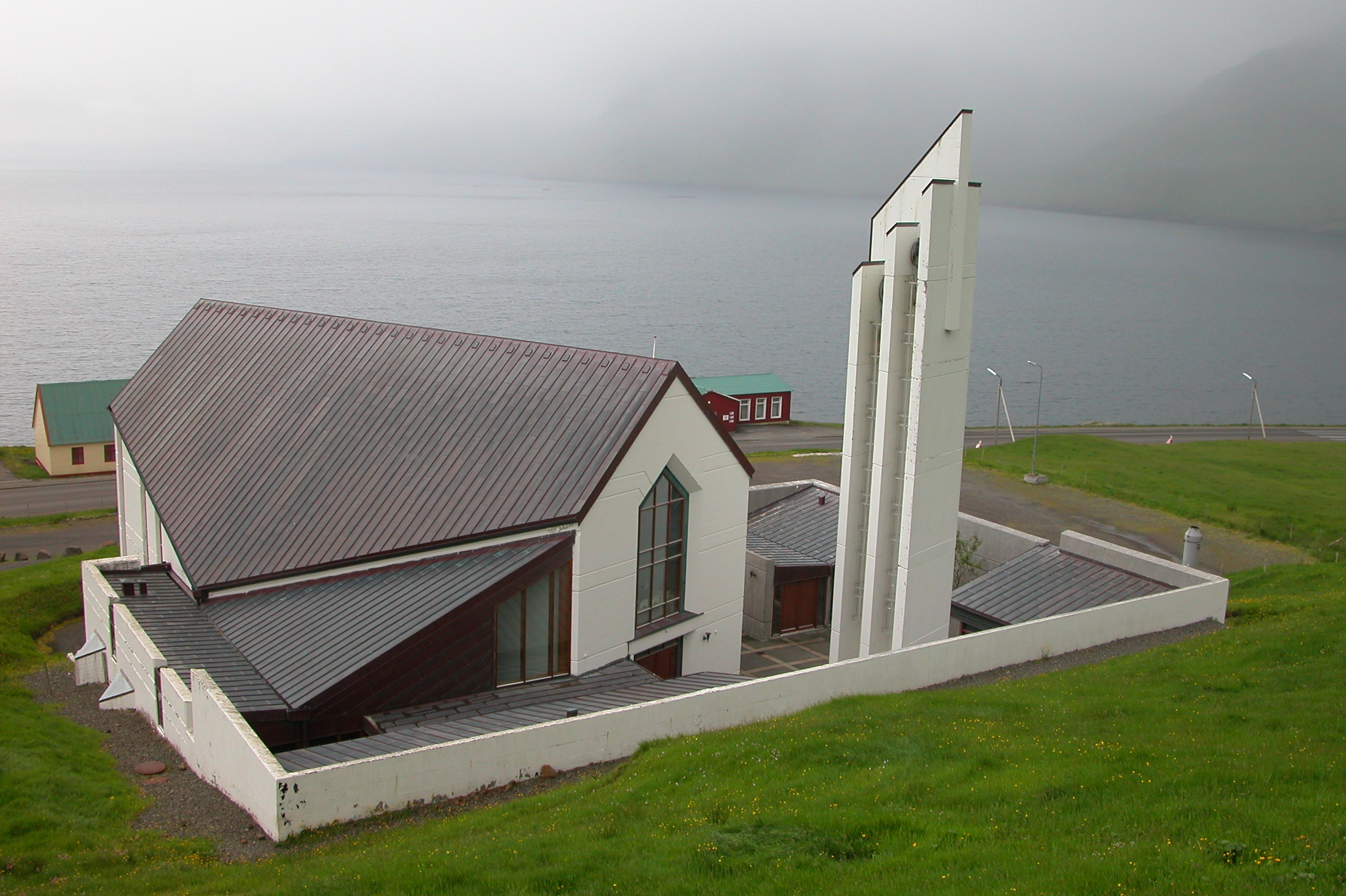
Nowy kościół w Gøtugjógv

Do gminy Gøta wchodzą cztery miasta. Gøtueiði jest niewielką wioską, posiadającą 36 mieszkańców. Gøtugjógv, posiadający 53 mieszkańców. Syðrugøta, posiadająca jedną z niewielu piaszczystych plaż na Wyspach oraz 410 mieszkańców i ostatnia, największa Gøta (albo Norðragøta), 575 osób. Wszystkie te osady są niezwykle blisko siebie.